# Елизаров, Александр Матвеевич
Алекса́ндр Матве́евич Елиза́ров (род. 7 марта 1952, деревня Вязовка, Сосновоборский район, Пензенская область) — советский биатлонист, заслуженный мастер спорта СССР (1976). На зимних Олимпийских играх 1976 года в Инсбруке стал олимпийским чемпионом в эстафете и бронзовым призёром в индивидуальной гонке на 20 км. Чемпион мира 1977 года в эстафете. Чемпион СССР 1973, 1975 и 1978 годов.

## Биография
Родился в семье ветеранов Великой Отечественной войны, преподавателей в послевоенные годы. Отец был директором сельской школы, мать старшим воспитателем в интернате.
Как-то вечером я попросил папу, Матвея Герасимовича, владеющего плотницким ремеслом, сделать мне лыжи. Папа исполнил моё желание, как же я был рад!!!
В 1971 году с отличием окончил ГПТУ-10 города Кузнецка. До занятия лыжами занимался разными видами спорта, имеет разряд и победы по спортивному ориентированию, занимался велоспортом, побеждал на региональных соревнованиях. Был неоднократным чемпионом Кузнецка по лыжам, как сильнейший спортсмен был приглашён в Пензенский машиностроительный техникум. В Пензе впервые попробовал себя в биатлоне, стал заниматься под руководством Николая Елахова, с начала своего пути в биатлоне благодаря упорному труду, дисциплине, полной отдаче тренировочному процессу стал показывать выдающиеся результаты.
В 1972 году победитель всесоюзных соревнований по биатлону «Ижевская Винтовка».
В 1973 году в Форни ди Сопра, Италия, стал победителем первого чемпионата мира по биатлону с малым калибром (5,6мм), завоевав золотую медаль и первое место в эстафете.
В 1973 году на том же первенстве мира, в Форни ди Сопра, стал также бронзовым призёром в индивидуальной гонке на 15 км.
В 1975 году Александр Матвеевич переехал в подмосковные Мытищи, работал на Мытищинском Машиностроительном Заводе (ММЗ), активно готовился к зимней Олимпиаде 1976 года. Выступал за МОС ОБЛ ДСО «Труд».
В 1975 году на чемпионате мира в Антхольц-Антерсельва (Antholz-Anterselva), Италия, завоевал серебряную медаль в спринте на 10 км. и серебряную медаль в эстафете 4х7.5 км.
В 1976 году в Антхольц-Антерсельва победитель чемпионата Италии по биатлону в эстафете 4х7,5 км. и серебряный призёр в спринте 10 км.
На зимних Олимпийских играх 1976 года в Инсбруке стал олимпийским чемпионом в эстафете 4х7.5 км. и бронзовым призёром в индивидуальной гонке на 20 км. В «золотой» эстафете выступал на первом стартовом этапе, создав большой отрыв от преследователей для Ивана Бякова, выступавшего на втором этапе.
В 1976 году во Дворце спорта в Лужниках участник встречи делегатов XXV съезда КПСС с советскими спортсменами-героями Олимпийских игр 1976 года. В том же году награждён орденом «Знак почёта».
В 1977 году на чемпионате мира в Норвежском Лиллехаммере занял первое место и стал Чемпионом Мира в эстафетной гонке 4х7.5 км.
В 1978 году окончил Государственный Центральный ордена Ленина институт физической культуры (ГЦОЛИФК) по специальности «Физическая культура и спорт» с присвоением квалификации «Преподаватель физического воспитания — тренер по биатлону» и поступил в аспирантуру по специальности «Лыжный спорт».
С 1980 года по 1985 года работал тренером молодёжной сборной команды СССР по биатлону.
Является признанным мировым экспертом по стрелковой подготовке и прохождению огневого рубежа, имеет собственные методики подготовки.
«На первом чемпионате мира по биатлону среди ветеранов в финском Kontiolahti, легендарный российский биатлонист Александр Елизаров стал единственным участником чисто прошедшим все огневые рубежи (без промаха), на всех дистанциях, за что был отмечен организаторами, а финские зрители с нетерпением ждали каждый подход и были в восторге от точности и надёжности каждого выстрела».
В 1985 году создал на базе общеобразовательной средней школы № 4 г. Мытищи и был первым директором ДЮСШ по биатлону МОС ОБЛ ДСО «Труд». С 1987 года ДЮСШ школа по биатлону названа именем А. М. Елизарова. В 1987 году в связи с расформированием Общества «Труд» школа была безвозмездно передана в Пушкинский район Московской области.
В 1986 году был инициатором создания Федерации Биатлона Московской области, став её первым президентом. С 2005 года по настоящее время является Вице-президентом федерации биатлона Московской области. В январе 2019 года на отчетно-выборной конференции Региональной общественный организации Федерация биатлона Московской области (РОО ФБМО) Александр Елизаров был единогласно избран Почётным президентом Федерации биатлона Московской области.
В 1995 году создал ЗАО ЦПП «Оружейный Дом» г. Мытищи с филиалами в регионах России, успешно руководил им. Спонсировал и оказывал разностороннюю помощь ведущим спортсменам и тренерам, проживающим в Мытищинском муниципальном районе и Московской области. В том же году по приглашению кандидата в президенты России Сергея Зырянова принял участие в экспедиции на Северный полюс, где принимал участие в первом в истории футбольном матче на Северном Полюсе за команду олимпийских чемпионов.
В 1999 году был организатором и руководителем другой экспедиции на Северный Полюс. Во время второй своей экспедиции провёл на Северном Полюсе первые в мировой истории соревнования по биатлону.
В начале1970-х годов придумал, разработал и первым внедрил концепцию раздельного ремня в биатлоне.
В 2002 году награждён почётным Знаком «За заслуги в развитии физической культуры и спорта» и почётным Знаком Олимпийского Комитета России «За заслуги в развитии олимпийского движения в России».
В 2002 году присвоены звания «Заслуженный тренер России» и «Заслуженный тренер Республики Удмуртия».
В 2008 году лауреат региональной премии в области физической культуры и спорта за 2007 год «ЗДОРОВЬЕ НАЦИИ» в номинации «ЛЕГЕНДА СПОРТА».
В 2009 году присвоено почётное звание «Почетный гражданин Пушкинского муниципального района».
В марте 2012 года в Пензе на здании Машиностроительного колледжа, в котором в 1971—1975 гг. учился А. М. Елизаров, при участии губернатора Пензенской области В. К. Бочкарёва была открыта мемориальная доска в честь выпускника.
В январе 2014 года участник эстафеты Олимпийского огня Soсhi 2014. Факел с Олимпийским огнем был пронесён Александром Матвеевичем по центральной улице города Пензы.
В 2012 году награждён знаком и дипломом губернатора Московской области «Благодарю».
Александр Матвеевич Елизаров был первым спортсменом, представляюшим Московскую область на мировой спортивной арене, завоевавшим Золотую медаль на зимних Олимпийских играх.
В ноябре 2017 года Министром спорта Московской области объявлена и вручена Благодарность Министра «За большой вклад в развитие физической культуры и спорта Московской области».
В декабре 2017 года на Конференции Российского союза спортсменов (РСС) общим голосованием был избран Вице-президентом Российского Союза Спортсменов.
В мае 2018 года на Конференции Союза биатлонистов России (СБР) был избран членом совета Союза биатлонистов России.
В июле 2018 года Елизарову А. М. присвоено почетное звание «Заслуженный работник физической культуры, спорта и туризма Московской области».
В октябре 2022 года награждён почётным дипломом Олимпийского Комитета России (ОКР) «За выдающиеся достижения в спорте, вклад в развитии Олимпийского движения в России, популяризацию ценностей физической культуры, укрепление международного спортивного содружества».
Александр Матвеевич имеет дочь, сына и внуков.